# Federgeistchen (Familie)

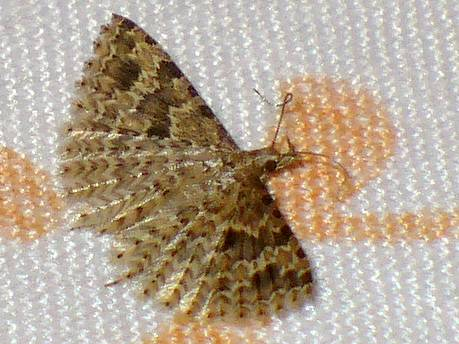
Alucita hexadactyla

Die Federgeistchen (Alucitidae) sind eine Familie der Schmetterlinge. Sie kommen weltweit mit nur ca. 130 Arten in 9 Gattungen vor.

## Merkmale
Die Falter erreichen eine Flügelspannweite von 12 bis 16 Millimetern. Sie haben sehr eigentümlich geformte Flügel, die aus starren Stacheln bestehen, an denen beidseitig, ähnlich wie bei Federn, flexible Borsten abstehen. Ihre fadenförmigen Fühler erreichen etwa zwei Drittel der Vorderflügellänge. Manche Arten haben neben den Facettenaugen auch Punktaugen (Ocelli). Ihre Maxillarpalpen sind je nach Art gut entwickelt, reduziert oder fehlen vollständig. Ihr Saugrüssel ist unbeschuppt und gut entwickelt.
Die Vorderflügel haben je nach Autor 8 oder 9 bzw. 11 oder 12 Flügeladern mit einer Analader (1b), die Hinterflügel haben sieben bis neun Adern und eine Analader (1b). Die Autoren, die für mehr Flügeladern plädieren, erkennen diese als kurze Ästchen, die von der siebten Ader zur Costalader am Vorderflügelrand verlaufen.

## Lebensweise
Die Falter sind dämmerungs- oder nachtaktiv. Sie haben in ihrer Ruheposition die Flügel entweder teilweise oder ganz geöffnet, deren Unterseiten liegen dabei mehr oder weniger auf dem Landeplatz auf.
Die Raupen fressen als Minierer in Blüten und Knospen von Heckenkirschen (Lonicera spec.).

## Systematik
Die Familie der Federgeistchen gliedert sich in folgende Gattungen
- Alinguata
- Alucita (Typusgattung)
- Hebdomactis
- Hexeretmis
- Microschismus
- Orneodes
- Paelia
- Prymnotomis
- Pterotopteryx
- Triscaedecia

Die Familie ist in Europa mit 23 Arten vertreten.
Im deutschsprachigen Raum kommen davon folgende acht Arten vor:
- Gattung Alucita
- A. cymatodactyla Zeller, 1852 CH
  - Geißblattgeistchen (A. hexadactyla) Linnaeus, 1758 D-CH-A (Typusspezies)
  - A. huebneri Wallengren, 1859 D-CH-A
  - A. grammodactyla Zeller, 1841 D-CH-A
  - A. palodactyla Zeller, 1847 D-CH
  - A. desmodactyla Zeller, 1847 D-CH-A
  - A. zonodactyla Zeller, 1847 CH
- Gattung Pterotopteryx
  - P. dodecadactyla Hübner, 1813 D-CH-A (Typusspezies)

## Synonym
Federgeistchen werden mitunter auch die Angehörigen der Gattung Pterophorus (z. B. Pterophorus pentadactyla) genannt, die jedoch zur Familie der Federmotten (Pterophoridae) gehören.